# うつみ宮土理
うつみ 宮土理（うつみ みどり、1942年〈昭和17年〉10月1日 - ）は、日本のタレント、女優、作家。本名、井川 三重子（いかわ みえこ）。旧姓、内海。旧芸名は、うつみ みどり（読み同じ）。株式会社愛川企画室所属。
愛称はケロンパ。

## 人物
- 東京都世田谷区出身。世田谷区立弦巻小学校、実践女子学園中学校・高等学校を経て、1965年に実践女子大学文学部英文学科を首席で卒業[2][3]。朝日新聞社の入社試験を通過し[4]、英字雑誌「ディス・イズ・ジャパン」編集部に勤務する[3]。
- 1966年、取材のために面接会場を訪れたことがきっかけで[5]、日本テレビ系列で放送されていた子供向け番組『ロンパールーム』[6] の2代目お姉さんとしてタレントデビュー。「鏡よ鏡よ鏡さん、みんなに会わせてくださいな」というフレーズなどで視聴者に強烈な印象を残し、3代目以降のお姉さんの芸名もすべて「みどり」と名付けられたほどだった[2]。
- その後、テレビの情報番組やバラエティ番組に進出し、女優としてもテレビドラマに多数出演する。『おくさまは18歳』の劇中でうつみ演ずる花咲ユメ子が発した「悔しいわ、悔しいわ、なんだかとっても悔しいわ[7]」という台詞は流行語にもなった。また、『紐育マサオ』などの小説や『うつみ宮土理のカチンカチン体操』などのハウツー本を執筆するなど、文筆家としても活動している。
- 1974年、「うつみみどり」から「うつみ宮土理」に改名。一番変わった字にしようと思い、自ら「宮土理」という字を選んだという。この時に「宮土理」の名前を姓名判断の先生に診てもらったところ、「芸能界によく合う名前で結婚運も良くなる」と言われたとのこと。名字は「結婚すればすぐ変えられるから、このままでいい」として変えなかったという[8]。
- 1978年、当時『シャボン玉こんにちは』のコンビ司会をしていた愛川欽也と結婚[9][10]。
- 2005年、「いい夫婦の日」（毎年11月22日）にちなんで著名人の夫婦が選ばれる「パートナー・オブ・ザ・イヤー」（1999年開始）に、愛川・うつみ夫妻が選出される。決定に際し、夫・愛川のどこが好きなのかと訊ねられたうつみは「仕事がすごく好きなところ、食べるときの表情が実に嬉しそうなところが好き」と回答した[11]。
- 2007年、愛川が当時28歳だった女性との不倫を報じられたが、うつみは「カッコいいじゃん」と一蹴、愛川を擁護した[12]。
- 韓流ドラマに魅せられたことをきっかけに「もっと深く理解したい」と考え、2007年4月からの約3か月間、大韓民国の慶熙大学校語学学校へ語学留学した。学校の授業を受講する以外にも現地の家庭教師をつけ、日々勉強に勤しんだ。インタビューでは「歴史的に見れば、日本人はもっと日韓の歴史的関係や韓国そのものについて知らなければならない」とコメントしている[13]。
- 2011年6月10日、コメンテーターとして出演していた『ひるおび!』で東日本大震災の話題が取り上げられた際、政治家は被災地の実情を体感していないのではないかと発言し、ゲスト出演していた衆議院議員小野寺五典らを批判した[14][注 1]。これによりうつみのブログが炎上し、小野寺は「うつみさんの発言は私に向けられたものではなく政治家全般に向けられたものだと思っています」とコメントした[15]。
- 2012年、東日本大震災で親を亡くした子供たちの進学支援に役立てるため、親友であるシンガーソングライターの加藤登紀子とともにCD『青いこいのぼりと白いカーネーション』を制作する[16][17]。
- 2014年に愛川が末期の肺がんと診断された際、愛川の意志を尊重し、病気の事実を徹底して伏せ続けた。重篤期になってからは、自宅療養の体制で愛川をつきっきりで看病した。2015年4月15日午前5時11分に愛川が亡くなると、ショックの大きさから芸能活動を休止する。さらに同年7月、所属事務所のプロデューサーを務めていた義妹（弟の妻）が交通事故死した[18]。悲しみの連続から活動再開は白紙となったものの、2016年8月より仕事に復帰している[19]。

## 主な出演作

### テレビドラマ
- 結婚Uターン（1969年7月 - 9月、毎日放送）
- 銀河ドラマ 大番（1970年9月 - 10月、NHK総合）
- おくさまは18歳（1970年 - 1971年、TBS / 大映テレビ） - 花咲ユメ子 役
- なんたって18歳!（1971年 - 1972年、TBS / 大映テレビ） - 丹野チアキ 役（第37話から）
- 夕陽カ丘三号館（1971年 - 1972年、TBS） - 寺尾夫人 役
- 剣客商売（1973年、フジテレビ / 俳優座 / 東宝） - おかよ 役
- ラブラブライバル（1973年 - 1974年、TBS）
- 少年ドラマシリーズ 夕ばえ作戦（1973年、NHK総合） - 高尾先生 役
- 金曜ドラマ（TBS）
  - とべない鳩のように（1977年1月 - 4月）
  - スマイル 第3話（2009年5月1日） - 本人役
- ドラマ人間模様 友だち（1987年、NHK総合） - 板倉泰子 役
- 毎度おさわがせします 第4シリーズ（1989年、TBS） - 小泉さゆり 役
- 朝の連続ドラマ 京一輪（1989年 - 1990年、よみうりテレビ） - ナレーション
- 水戸黄門（TBS / C.A.L）
  - 第23部 第3話「泣き笑い 幽霊旅籠 -熊谷-」（1994年8月15日） - お弥栄 役
  - 第28部 第19話「千両箱で町おこし -守口-」（2000年6月12日） - お玉 役
  - 第39部 第21話「狙え一攫千金 -堺-」（2009年3月16日） - お秀 役
  - 第42部 第10話「茶壺に追われた御老公 -信楽-」（2010年12月13日） - 美嶺 役
- 江戸の用心棒 第1シリーズ（1994年 - 1995年、日本テレビ / ユニオン映画） - おはま 役（第11話から）
- 土曜ドラマ 憲法はまだか（1996年11月 - 12月、NHK総合） - 加藤シヅエ 役
- 金曜時代劇 しくじり鏡三郎（1999年4月 - 9月、NHK総合） - 於袖 役
- 3年B組金八先生 第5シリーズ（1999年 - 2000年、TBS） - 森山綾子 役
- 月曜ドラマスペシャル 占い探偵 舞子・寛斎の開運事件簿（1999年10月25日、TBS） ※原案も担当
- 金曜エンタテイメント（フジテレビ）
  - 女ざかり!!区役所の名探偵 1 - 3（2000年 - 2002年） - 主演・一ノ瀬夢子 役
  - 芸能リポーター服部ヨネ子は見た!〜西村知美編〜（2001年8月3日） - 主演・服部ヨネ子 役
- テレビ朝日開局40周年 山田太一スペシャルドラマ そして、友だち（2000年、テレビ朝日） - 西森春子 役
- 女優・杏子（2001年、東海テレビ） - 緑川百合 役 ※原案も担当
- 月曜ミステリー劇場 税理士 楠銀平の事件帳簿 1 - 2（2003年 - 2004年、TBS） ※原案も担当
- 金曜ナイトドラマ 九龍で会いましょう（2006年、テレビ朝日）
- 魁!セレソンDX（2006年、テレビ大阪） - 絹子 役
- Lドラ ママはニューハーフ（2009年、テレビ東京 / 大映テレビ） - 原田節子 役
- ぼくの夏休み（2012年、東海テレビ） - 上条マツ 役

### 映画
- ニュージーランドの若大将（1969年、東宝） - 三橋冴子 役
- 喜劇 新宿広場（1969年、東宝） - 陳美麗 役
- 青春喜劇 ハレンチ学園（1970年、日活） - 西尾みどり 役
- ひらヒラ社員 夕日くん（1970年、東宝） - 悦子 役
- 月の夜 星の朝（1984年、東宝） - 染川夏江 役
- 哀しい気分でジョーク（1985年、松竹） - みなみひろこ 役
- 同窓会（2008年、エスピーオー） - 南美佐子 役

### バラエティ・情報番組
- ロンパールーム（日本テレビ） - 2代目お姉さん
- 巨泉・前武ゲバゲバ90分!（1969年 - 1970年、日本テレビ）
- サンテレビホール（1969年、サンテレビ）
- 前田武彦の天下のライバル（1969年、日本テレビ）
- 夜のゴールデンショー（1969年 - 1970年、フジテレビ）
- ピロピロゲーム（1970年、NET（現：テレビ朝日））
- ゲバゲバ一座のちょんまげ90分!（1971年、日本テレビ）
- オーケストラがやってきた（1971年、TBS）
- 歌謡スタジオ大作戦（1972年1月 - 3月、フジテレビ）
- 連想ゲーム（NHK総合） - レギュラー解答者[注 2]
- きんきんケロンパ歌謡曲（1972年 - 1974年、東京12チャンネル（現：テレビ東京））
- スーパースター・8☆逃げろ!（1972年10月 - 11月、日本テレビ） - ナレーター
- 第23回NHK紅白歌合戦（1972年12月31日、NHK総合・ラジオ第1） - 紅組応援
- ものまね王座決定戦（フジテレビ） - 審査員
- クイズ・チェック!NOW（1974年4月 - 9月、NET）
- オールスター90分（1974年 - 1975年、フジテレビ）
- ゆく年くる年（1974年12月31日 - 1975年1月1日、民放各局[注 3]）
- シャボン玉こんにちは（1975年 - 1981年、TBS）
- '75びっくり人間登場（1975年、NET）
- テレビ三面記事 ウィークエンダー（日本テレビ） - リポーター[20]
- ベスト30歌謡曲（1975年 - 1976年、NET）
- 全日本歌謡音楽祭（1975年 - 1976年、NET）
- びっくり日本新記録（よみうりテレビ） - アシスタント、司会は橋本テツヤ
- おはよう700（TBS） - キャスター
- ミセス&ミセス（1977年4月 - 1979年3月、日本テレビ）
- クイズダービー（1977年10月 - 1978年8月、TBS） - 3代目2枠レギュラー[注 4]
- まんがはじめて物語（1978年、TBS）
- 日本の博士50人クイズ（1979年 - 1982年、日本テレビ）
- ロッテ 歌のアルバム78/79（1978年4月 - 1979年9月、TBS） - 司会（小島一慶、吉幾三と共同司会）
- 3時のあなた（1980年4月 - 1988年3月、フジテレビ）
- ハナキンスタジオ（1980年 - 1981年、フジテレビ）
- 熱戦!歌謡ダービー（1981年、TBS）
- 欽ちゃんの仮装大賞（1981年 - 1983年、日本テレビ） - 審査員
- 三枝の愛ラブ!爆笑クリニック（関西テレビ） - パネラー
- クイズ・ビンゴっこ!（1982年、テレビ東京）
- 笑って許して!!（1983年10月 - 1985年1月、1985年10月 - 1986年9月、日本テレビ)
- 八木治郎ショー・いい朝8時（1983年、毎日放送）
- 三枝のドバーッとファイト!!（1983年、毎日放送）
- すてきな出逢い いい朝8時（1983年 - 2001年、毎日放送）[21]
- クイズなんでも一番館（1985年 - 1987年、朝日放送）
- 世界の超豪華・珍品料理（フジテレビ） - 食リポーター（準レギュラー）
- オールスター爆笑ものまね紅白歌合戦!!（フジテレビ） - 審査員
- クイズ!年の差なんて（フジテレビ） - 解答者
- 第19回 夏祭りにっぽんの歌（1988年7月21日・23日、テレビ東京） - 司会
- 第21回 年忘れにっぽんの歌（1988年12月31日、テレビ東京） - 司会
- 吉村明宏のクイズランチ（1991年 - 1992年、TBS）
- ボキャブラ天国（フジテレビ） - パネラー
- ラスタとんねるず'94（1994年、フジテレビ） - ナレーター
- ちょっと言わせて（1997年3月 - 9月、TBS）
- タモリの新・哲学大王!（1997年、フジテレビ） - パネラー
- 黄金のレシピ（1997年 - 1998年、TBS）
- クイズ赤恥青恥（テレビ東京） - パネラー
- さんまのSUPERからくりTV（1996年4月 - 2007年、TBS） - レギュラー
- 壮絶バトル!花の芸能界（1998年 - 2003年、日本テレビ）
- シルバー人生塾（1999年 - 2000年、NHK教育）
- しらばかッ!!（1999年 - 2000年、フジテレビ）
- しらばかプラス（2000年、フジテレビ）
- うつみ&ルミ子の思い出ボロボロ（2000年、フジテレビ）
- 芸能界お見合いマッチ（2001年、テレビ東京）
- せきらら白書（2001年 - 2002年、テレビ朝日） - 準レギュラー
- 土曜LIVE 第2部 ベスト百貨（2002年、フジテレビ）
- Ya-Ya-yah（テレビ東京）
- 昭和歌謡大全集（テレビ東京）
- 世界バリバリ★バリュー（毎日放送） - パネラー
- ネプリーグ（2005年4月25日、フジテレビ）
- ミドリのドレミドリ（BSフジ）
- 情報ライブ ミヤネ屋（読売テレビ） - 月曜コメンテーター
- ぷれサタ!（東海テレビ） - 隔週コメンテーター
- ひるおび!（2011年1月 - 2012年3月、TBS） - 金曜コメンテーター
- ケロンパのナカメへおいでよ!（2025年1月 - 、BS11）[22]

### CM
- 児玉兄弟商会 「ハイ南洲香」（1975年頃）
- 東京ガス（1977年 - 1979年）[注 5][23]
- 呉工業 「KUREポリメイト」（1980年代前半）
- 小西六写真工業（現：コニカミノルタ） 「サクラカラー24」
- みすず豆腐
- エステー化学（現：エステー）（1982年）
- ポッカ
- Panasonic 「ナショナル スキカル」（家庭用バリカン）
- メットライフ生命保険（夫・愛川欽也と共演）
- ツムラ（現：バスクリン） 「きき湯」
- 大木製薬 「ウイルオフ・バリア」（2013年 - 2014年）、「ウイルオフ・ファン」（2014年 - 2015年）

### ラジオ番組
- みどりのホットポップス（TBSラジオ）
- みどりの歌謡ポスト（TBSラジオ）
- トゥモローズ・ヒット（TBSラジオ）
- 歌謡大行進（1975年10月 - 1976年9月、文化放送） - 月曜パーソナリティー
- 三菱モーニングドライブ 青島・うつみの花咲かジョッキー（文化放送）
- 歌謡曲ニッポン 戦前戦後人気歌謡投票（ニッポン放送）
- ハッピーバラエティ ほかほか大放送（1979年10月 - 1980年3月、ニッポン放送） - 水曜パーソナリティ
- 宮土理と塚ちゃんのけんこうジョッキー!ホップステップ歌謡曲（1980年10月 - 1986年3月、ニッポン放送）
- 歌謡スペシャル（1983年4月12日 - 1988年3月、NHK-FM）
- 一発逆転大放送 愛川欽也のサンデーSUPERキンキン（文化放送） ※夫・愛川欽也のピンチヒッター
- おはよう宮土理です（1980年代、文化放送）
- SMILE FOR YOU〜みどりの日曜日（1996年4月 - 1997年10月5日、文化放送）
- 知ってる?24時。（2004年7月27日、ニッポン放送） - アシスタント
- うつみ宮土理のオールナイトニッポンGOLD（2014年7月18日、ニッポン放送）
- うつみ宮土理のおしゃべりしましょ（ニッポン放送）
  - （2014年10月 - 2015年4月） ※2015年4月13日より休止[24]、5月11日に終了を発表[25]
  - （2017年1月4日 - 2023年9月23日） ※レギュラー復活[26]

### インターネット番組
- みどりの劇場（2012年4月 - 2015年3月、kinkin.tv）[注 6]

### インターネット配信ドラマ
- TV+インターネット連動ミステリードラマ 女子アナ探偵 早口言葉殺人事件（2000年、フジテレビ）[注 7] - 本人役
- 婚外恋愛に似たもの 第1話（2018年、dTV） - 桜井栄子 役

### 吹き替え
- スヌーピーとチャーリーブラウン（1972年 - 1978年、NHK総合 → テレビ東京） - ルーシー・ヴァン・ペルト 役

### 人形劇
- ネコジャラ市の11人（NHK総合） - 黒井瞳丸 役
- ヤンマーファミリーアワー 飛べ!孫悟空（1978年、TBS） - 王妃 役

### 舞台
- 翔べ翔べ!女たち（2001年、新歌舞伎座）[注 8] - 小泉もも子 役
- すったもんだDEカガミ町（2002年、三越劇場） - 主演
- ありえない島へ（2004年、恵比寿エコー劇場）
- 喜劇 夢追い 迷?探偵物語（2005年、名鉄ホール / アートスフィア） - 主演
- 東京セレソンデラックス「流れ星」（2006年・2009年、シアターサンモールほか） - 主演・星野夏子（夢野夏美） 役
- しとやかな獣（2007年8月、シアター1010） - 主演・前田よしの 役
- グワィニャオン+岩山T★Threeプロデュース「Oji 〜ヘンテコリンなわんぱくおじさん〜」（2007年9月、前進座劇場）
- 第18回 怪鳥音（グワィニャオン）一座 水無月公演 「黒子ノ譲志」（2008年6月、東京芸術劇場シアターイースト）
- グワィニャオン×愛川企画室 いつか二人もサランヘヨ!!（2008年8月、ウッディシアター中目黒） - 主演
- ブロードウェイミュージカル ザ・ミュージックマン（2010年4月23日 - 5月5日、東京芸術劇場中ホール / 5月8日 - 20日、新国立劇場中劇場 / 5月22日、愛知県芸術劇場大ホール / 5月25日 - 30日、森ノ宮ピロティホール / 6月5日、札幌市民ホール） - ユーラリー・マケクニー・シン 役
- 青い部屋×キンケロ・シアター Chambre des Chansons 〜受け継がれるシャンソンスピリッツ〜（2013年 -、キンケロ・シアター）[注 9]
- 劇団キンキン塾
  - 第20回記念公演「嵐の中で」（2019年10月18日 - 20日、キンケロシアター） - 豆子 役
  - 第21回本公演「嵐の中で」（2021年10月14日 - 17日、キンケロシアター） - 豆子 役
- 豆子セブンティーン（2022年11月19日 - 25日、キンケロシアター） - 主演・豆子 役[27]
- 豆子セブンティーン リターンズ（2023年10月27日 - 11月1日、キンケロシアター） - 主演・豆子 役
- 芸能生活30周年記念公演 門戸竜二「瞼の母」（2024年6月14日 - 16日、キンケロシアター / 6月18日、青葉の森公園芸術文化ホール） - おはま 役[28]

## 著書

### 小説
- 『ちいちゃんしゃがみこまないで』（1983年9月、フレーベル館）
- 『くねり坂』（1988年9月、文藝春秋） ※のち文春文庫
- 『結婚の順番』（1990年6月、光文社・女性自身whoブックス） ※のち光文社文庫
- 『代官山わかれ道』（1991年4月、中央公論社） ※のち中公文庫
- 『浮き魚』（1992年12月、毎日新聞社）
- 『四か月間の女』（1995年6月、中央公論社）
- 『紐育マサオ』（1995年11月、文藝春秋） ※のち文春文庫
- 『晩鐘』（1999年11月、角川書店）
- 『急ぐ男』（2000年9月、幻冬舎）
- 『New History 人の物語』（2001年7月、角川書店、共著者：鷺沢萠・佐藤正午・松本侑子） ※短編アンソロジー

### エッセイ・健康法
- 『幸せの赤いリボン ケロンパの夢みるエッセイ』（1978年、学習研究社）
- 『うつみ宮土理の根こんぶ健康法 肌がすべすべ美しくやせる』（1985年7月、扶桑社）
- 『うつみ宮土理のニョイトン健康法 体のすべてが生きかえる』（1987年10月、扶桑社）
- 『うつみ宮土理の根こんぶ健康法 シミ、シワ、シラガ、脂肪がなくなる 肌がすべすべ美しくやせるカチンカチン体操つき』（1988年、扶桑社）
- 『私の読書日記』（1990年10月、毎日新聞社）
- 『うつみ宮土理のカチンカチン体操 ヤセたいところがすぐヤセる』（1994年8月、扶桑社）
- 『うつみ宮土理の超ブランド大作戦』（1996年9月、芸神出版社・芸神集団Amuse）
- 『うつみ宮土理の足の裏健康法 体のすべてが生きかえる』（1996年12月、扶桑社）
- 『脳のアンチエイジング体操』（2007年6月、主婦と生活社、監修：久保田競）
- 『うつみ宮土理の新カチンカチン体操』（2010年8月、サンマーク出版）

### 翻訳
- わんぱくやぎ（1990年1月、南雲堂レディバード・リーダーズ、原著者：Sue Ullstein）
- アルプスの少女ハイジ（1990年1月、南雲堂レディバード・リーダーズ、原著者：Sue Ullstein）
- ゴルジロックスと三びきのくま（1990年1月、南雲堂レディバード・リーダーズ、原著者：Sue Ullstein）
- ずるいきつねと赤いめんどり（1990年1月、南雲堂レディバード・リーダーズ、原著者：Sue Ullstein）
- こびととくつ屋（1990年1月、南雲堂レディバード・リーダーズ、原著者：Sue Ullstein）
- 町のねずみといなかのねずみ（1990年1月、南雲堂レディバード・リーダーズ、原著者：Sue Ullstein）
- ラプンツェル（1990年1月、南雲堂レディバード・リーダーズ、原著者：Sue Ullstein）
- ピーターとおおかみ（1990年1月、南雲堂レディバード・リーダーズ、原著者：Sue Ullstein）
- 魔法の石（1990年1月、南雲堂レディバード・リーダーズ、原著者：Sue Ullstein）
- ハーメルンの笛吹き（1990年1月、南雲堂レディバード・リーダーズ、原著者：Sue Ullstein）
- ジャックと豆の木（1990年1月、南雲堂レディバード・リーダーズ、原著者：Sue Ullstein）
- しょうがクッキー人間（1990年1月、南雲堂レディバード・リーダーズ、原著者：Sue Ullstein）
- ヘンゼルとグレーテル（1990年1月、南雲堂レディバード・リーダーズ、原著者：Sue Ullstein）
- 三びきの子ぶた（1990年1月、南雲堂レディバード・リーダーズ、原著者：Sue Ullstein）
- みにくいあひるの子（1990年1月、南雲堂レディバード・リーダーズ、原著者：Sue Ullstein）
- 赤ずきんちゃん（1990年1月、南雲堂レディバード・リーダーズ、原著者：Sue Ullstein）
- 秘密の花園（1990年9月、南雲堂レディバード・リーダーズ、原著者：フランシス・ホジソン・バーネット）
- ジャングル・ブック（1990年9月、南雲堂レディバード・リーダーズ、原著者：ジョセフ・ラドヤード・キップリング）
- シンデレラ（1990年9月、南雲堂レディバード・リーダーズ、原著者：Sue Ullstein）
- 魔法使いの弟子（1990年9月、南雲堂レディバード・リーダーズ、原著者：Sue Ullstein）
- トム・ソーヤーの冒険（1990年9月、南雲堂レディバード・リーダーズ、原著者：マーク・トゥエイン）
- ピノキオ（1990年9月、南雲堂レディバード・リーダーズ、原著者：カルロ・コッローディ）

## 音楽作品

### シングル
- 思い出さないで（1977年、ユニオン UC-29）※オリジナルは1973年の島崎恵子

作詞・作曲：中山大三郎
- マン・マン・マーチ（1978年3月20日、東芝EMI TP-10397） ※愛川欽也とのデュエット。『シャボン玉こんにちは』（TBS）より

作詞：保富康午、作曲：小林亜星、編曲：馬飼野康二
- カレンダー（1998年9月23日、テイチク TEDA-10428）

作詞：秋元康、作曲：浜圭介、編曲：馬飼野俊一
- 旧友再会（2001年6月21日、日本クラウン CRCP-68） ※イルカ・山田パンダ・沢田聖子とのデュエット。『すてきな出逢い いい朝8時』（毎日放送）エンディングテーマ

作詞：イルカ、作曲：山田パンダ、編曲：徳武弘文
- 青いこいのぼりと白いカーネーション（2012年4月18日、avex trax AVCD-48086）

作詞・作曲：加藤登紀子
- あの道 この道（2013年7月10日、avex trax AVCD-48252） ※R246（うつみ宮土理&古賀義弥）名義

収録曲：あの道 この道 / うつむいて歩こう / 明日に生きる 〜Way To Tomorrow〜

### コンパクト盤
- ゴーゴー・マーチ（1968年12月、キング SS(H)-284） ※『ロンパールーム』より

収録曲：ゴーゴー・マーチ / おもちゃのくに / 足なみそろえて一、二、三 / たのしい動物園
- みんなであそぼう（1969年3月、キング SS(H)-294） ※『ロンパールーム』より

収録曲：みんなであそぼう / ダンスをおどろう / 夜空に坊やのおやすみが / ローズちゃん / ママとパパ / たのしいのりもの

### ソノシート
- ロンパールーム（エルムレコード） ※『ロンパールーム』より

収録曲：にこちゃんのうた / ありときりぎりす / かごのせ / みんなであそぼう / よぞらにぼうやのおやすみが

### CDアルバム
- 花の行方（2009年5月10日、K-ronpa） ※自主制作

全曲アレンジメント：島健
収録曲：花の行方 / Boys & Girls / 素敵な女優になりたくて / ばったりどっきり Duet With 堺正章 / 情事 / スキャットライフ / BOYA / 嘘つき上手 / うつむいて歩こう / あなたに逢いたい / 風に咲く歌人よ

### インターネット配信限定曲
- カチンカチン体操（2011年6月29日、愛川企画室） ※Amazon Music・iTunes Storeなどで配信